# 马特费尔德
马特费尔德是德国下萨克森州的一个市镇。总面积35.06平方公里，总人口2765人，其中男性1380人，女性1385人（2011年12月31日），人口密度79人/平方公里。